# 로그미인 하마치
로그미인 하마치(LogMeIn Hamachi)는 재구성 절차 없이(사용자의 PC가 인터넷/WAN 측의 릴레이 없이 직접 접근할 때) NAT 방화벽 뒤의 컴퓨터들 간 직접 연결을 확립할 수 있는 가상 사설망(VPN) 애플리케이션이다. 즉, 컴퓨터들이 마치 근거리 통신망(LAN)에 존재하는 것처럼 연결을 에뮬레이트하면서 인터넷으로의 접속을 확립한다.
현재 마이크로소프트 윈도우, macOS의 경우 프로덕션 버전으로, 리눅스의 경우 베타 버전으로 이용이 가능하며 iOS와 안드로이드와 호환되는 시스템 VPN 기반 클라이언트가 제공된다.
구매한 구독자들을 위해 하마치는 유휴 컴퓨터에서 백그라운드를 수행한다. 이 기능은 과거에 모든 사용자들이 이용할 수 있었으나 지금은 돈을 지불한 구독자에 한정하고 있다.

## 주소 분배
각각의 하마치 클라이언트는 처음 시스템에 로그인할 때 일반적으로 IP 주소의 할당을 받는다. 기존의 클라이언트 측 사설망과의 충돌을 회피하기 위해 일반 사설 IP 주소 블록 10.0.0.0/8, 172.16.0.0/12, 192.168.0.0/16은 사용되지 않는다.
2012년 11월 19일 이전에 5.0.0.0/8 대역이 사용되었다. 이 대역은 과거에 할당이 되지 않았으나 2010년 말 RIPE NCC에 할당되었으며 이 대역 공간은 현재 공용 인터넷의 호스팅 제공자들이 이용하고 있다. 하마치는 25.0.0.0/8 블록으로 전환하였다.
이 25.0.0.0/8 블록은 영국 국방부(MOD)에 할당된다. MOD와 통신이 필요한 단체들은 내부 호스트 등 더 특화된 인터넷 루트에 트래픽을 유발할 경우 문제를 마주칠 수 있으며 이 주소들이 내부적으로 사용되기 때문에 이 주소를 사용하는 적법한 사용자들에게 도달하지 못하는 일이 발생할 수 있다.
클라이언트는 현재 IPv6를 지원하며 이것을 선택할 경우 할당된 주소는 로그미인에 등록된 대역으로부터 가져오게 된다.

## 같이 보기
- 네트워크 주소 변환
- STUN